# Flip Out!
| Сводный рейтинг                      | Сводный рейтинг |
| Агрегатор                            | Оценка          |
| ------------------------------------ | --------------- |
| MobyRank                             | 53 (Jaguar)     |
| Иноязычные издания                   |                 |
| Издание                              | Оценка          |
| EGM                                  | 5,1/10 (Jaguar) |
| GamePro                              | 2,5/5 (Jaguar)  |
| Game Players                         | 73/100 (Jaguar) |
| Game Zero                            | 34/50 (Jaguar)  |
| Video Games & Computer Entertainment | 6/10 (Jaguar)   |
| High Score                           | 3/5 (Windows)   |
| neXGam                               | 5,6/10 (Jaguar) |
| The Video Game Critic                | F (Jaguar)      |

Flip Out! — компьютерная игра в жанре головоломка, разработанная Gorilla Systems Corporation и опубликованная Atari для приставки Jaguar в 1995 году, а также Gametek UK в 1997 году для платформ DOS и Windows.

## Описание
Игра проходит на планете Phrohmaj и включает 9 уровней, представляющих собой разные локации данной планеты, населённые странно выглядящими инопланетянами.
Суть игры заключается в том, чтобы разместить окрашенные плитки в правильные места на доске, поднимая плитки в воздух. В игре всегда присутствует на одну плитку больше, чем клеток на доске, так что как минимум одна плитка всё время должна находиться в подброшенном состоянии.
По мере продвижения по уровням, игра становится всё более сложной, так как приходится удерживать в воздухе большее число плиток и иметь дело с вмешивающимися в игру инопланетянами.

## Восприятие
Обозреватели Game Zero отметили интересную концепцию игры, но отметили, что она является слишком лёгкой: достаточно сложными являются только трёхмерные уровни, появляющиеся ближе к концу игры. В числе достоинств игры была названа чёткая графика, плавное управление и неплохой звук.
В журнале Electronic Gaming Monthly, напротив, отмечалось, что графика является размытой и нечёткой. Обозреватель указывал, что хотя к игровому процессу надо привыкнуть, он достаточно быстро может наскучить, так как отсутствует достаточный стимул продолжить игру.
В обзоре GamePro указывается, что игра не далеко не в полном объёме использует графический потенциал консоли Jaguar. Обозреватель отмечает, что игра не так втягивает, как Tetris, но вполне способна увлечь тех, кому понравилась игра Klax.